# Коэн, Пинхас
Пинхас Коэн (англ. Pinchas Cohen) — декан Школы геронтологии имени Леонарда Дэвиса Университета Южной Калифорнии, заведующий кафедрой геронтологии имени Уильяма и Сильвии Кугель и исполнительный директор Геронтологического центра Этель Перси Андрус. Он является почётным профессором геронтологии, медицины и биологических наук Университета Южной Калифорнии.

## Биография
В 1986 году Коэн с отличием окончил медицинскую школу Техниона в Израиле, а с 1986 по 1992 год проходил стажировку в Стэнфордском университете. Свою первую преподавательскую должность он занимал в Пенсильванском университете с 1992 по 1999 год. До лета 2012 года он был профессором и заместителем председателя по исследованиям в Детской больнице Mattel Калифорнийского университета в Лос-Анджелесе в Медицинском центре Рональда Рейгана Калифорнийского университета в Лос-Анджелесе, а также содиректором Центра исследований диабета Калифорнийского университета в Сан-Диего/Калифорнийского университета в Лос-Анджелесе. Он входил в консультативный совет Центра будущего старения Института Милкена.
Коэн получил множество наград за свои исследования, включая премию Национального института старения «EUREKA» и грант директора NIH Transformative R01. Он также получил премию Гленна за исследования биологических механизмов старения и премию Ирвинга С. Райта Американской федерации исследований старения. Он является членом Американской ассоциации содействия развитию науки и Геронтологического общества Америки, а также старшим членом Национальной академии изобретателей.

## Исследования
Исследования Коэна сосредоточены на старении, нейродегенерации, раке и диабете с акцентом на развивающуюся науку о митохондриальных пептидах, которые он открыл. Он также обсуждал возможности применения персонализированной медицины в науке старения, придумав термин «персонализированное старение».
Его лаборатория была одной из трёх команд, которые независимо друг от друга открыли гуманин (Коэн и его команда проводили скрининг белков, взаимодействующих с IGFBP3). Другие митохондриальные пептиды, открытые лабораторией Коэна, включают SHLP 1, 2, 3, 4, 5 и 6 и MOTS-C.
Он является владельцем нескольких патентов на новые пептиды и соучредителем CohBar, биотехнологической компании, разрабатывающей пептиды, обнаруженные в митохондриях, для лечения диабета. Он также является основателем MENTSH Therapeutics. Коэн опубликовал более 350 статей в ведущих научных журналах.
Будучи экспертом в этой области, Коэн был президентом Общества гормона роста и входил в состав Руководящего комитета Общества эндокринологов. Он был членом нескольких исследовательских секций Национальных институтов здравоохранения и нескольких редакционных коллегий.